# Cupido syrius
Cupido syrius är en fjärilsart som beskrevs av William Henry Miskin 1890. Cupido syrius ingår i släktet Cupido och familjen juvelvingar. Inga underarter finns listade i Catalogue of Life.